# Elatostema sublineare
Elatostema sublineare är en nässelväxtart som beskrevs av Wen Tsai Wang. Elatostema sublineare ingår i släktet Elatostema och familjen nässelväxter. Inga underarter finns listade i Catalogue of Life.